# Коловрат (група)
„Коловрат“ е руска неонацистка рок музикална група, създадена през 1994 година в Москва.

## История
През пролетта на 1994 г. Денис Герасимов се среща с вокалиста Владимир „Балу“ Аникин и му предлага да създадат група, която да изпълнява неонацистки рок.
Първоначално групата се нарича „Русское гето“, репетициите се провеждат в къщата на Герасимов. Отначало Аникин също свири на китара, докато Герасимов играе ролята на басист, понякога музикантите използват дръм машина. Първият състав на групата е нестабилен, китаристът Аркадий и барабанистът (с прякор „Ковчегът“), с когото групата провежда първата си репетиция на 1 август 1994 г. напускат групата, а китаристът „Боб“, който заменя Аркадий е част от „Русское гето“ само няколко месеца.
Дълго време групата не намира китарист, това кара Герасимов да започне да свири на китара, а Игор „Химик“ Дронов става басист, Андрей „Тарас“ Тарасов свири на барабани. Няколко месеца по-късно е записано демото „Готовый разрушать“, но поради лошото качество на записа то така и не се издава, а самата лента е изгубена.
През април 1995 г. групата записва второто си демо, наречено „Слава России!“. През май същата година Андрей Тарасов и Игор Дронов отиват в армията на наборна служба, в резултат на което групата не функционира почти 2 години. През този период Денис Герасимов участва в хардкор пънк бандите „Пурген“ и „Skygrain“ с надеждата да намери музиканти за собствената си група. След завръщането на Дронов в края на 1996 г. в групата идва барабанист с прякор „Палец“ и репетициите се подновяват. На 5 април 1997 г. се състои първият концерт на групата в клуб „Русский форт“ на фестивала „Денят на руската нация“.

След концерта от август 1997 г. Денис Герасимов започва с напълно нов състав – Александър „Трояк“ Астахов (вокал), Денис Герасимов (ритъм китара), Максим Романенко (соло китара), Алексей „Леополд“ Карапузов (бас китара) и Вячеслав Чекменев (барабани). След това името е променено на „Коловрат“. На 23 септември 1997 г. новият състав дебютира на фестивала „ISD Memorial“ заедно с групите „Ультра“, „Радегаст“ и „T.N.F.“.
През декември 1997 г. Алексей Карапузов, заедно с Григорий „Кошка“, са арестувани и осъдени от съда на 20 години затвор за убийството на приятел. След това Игор Дронов се завръща в групата, Коловрат започва да подготвя материал за дебютния албум „Национална революция“, записан през ноември 1998 г.
С издаването на албума „Коловрат“ започва да изнася концерти в Русия, докато работи върху материал за втория албум. Вокалистът Астахов напуска групата поради прекомерно натоварване в края на май 1999 г. На 12 юни 1999 г. басистът Игор Дронов, който играе голяма роля в създаването на групата е убит от неизвестни. След няколко месеца мълчание Коловрат намира нов вокалист – Александър Тимоничев и басист Дмитрий Езепов, който преди това е свирил в групата „Вандал“. Първото изпълнение в актуализирания състав се състои през септември 1999 г. на концерт, посветен на паметта на Игор Дронов.
В началото на 2000 г. групата започва работа по нов албум, наречен „Кровь патриотов“ в студио. Едновременно с албума групата записва и песни за сплит с немската група „Nahkampf“, както и за няколко компилации. Албумът „Кровь патриотов“ е издаден през пролетта на 2000 г. и е смятан от много фенове за най-добрия албум в дискографията на групата. През лятото на същата година групата отново се сблъска с проблеми със състава, като вокалистът Тимоничев е принуден да напусне групата в полза на кариерата на адвокат, барабанистът Святослав напусна поради наследствено сърдечно заболяване, а басистът Дмитрий напусна групата поради злоупотреба с алкохол.
Денис Герасимов решава да поеме ролята на основен вокалист. През 2004 г., след концерт на неонацистки конгрес в Чехия, Денис Герасимов е арестуван по подозрение в насърчаване на неонационалсоциализма, а след това е два пъти оправдан от градския и окръжния съд на Прага. Година и половина по-късно се завръща в Русия. През цялото това време групата работи върху албума „Узник совести“, а тогавашният клавирист е принуден да поддържа дейността с концертите, изпълнявайки балади.
На 4 ноември 2009 г. групата изнася за първи път открито изпълнение в центъра на Москва на площад „Болотния“. Вторият открит електрически концерт се състои 4 години по-късно, на 4 ноември 2013 г. в московския район Люблино, където са изпълнени 7 песни от подготвяния тогава студиен албум и няколко от най-добрите песни на групата.

## Стил
Музикалният стил на групата непрекъснато се променя. Първоначално „Коловрат“ изпълнява RAC (неонацистки рок) с осезаеми влияния на траш метъла, като в началото на 2000-те години започва да преобладава, което е особено ясно изразено в албума „Радикальный голос“. През 2010-те години групата започва да въвежда елементи от други „метъл“ подстилове (като – блек, дет, хеви, пауър и прогресив метъл), въпреки че подобни тенденции се наблюдават в една или друга степен и от по-рано. В същото време групата обръща внимание на баладите – изготвя отделни концерти с балади, издадени са и няколко албума, състоящи се изцяло от балади („Имперский флаг“, „Думая о России“). Освен собствени песни, композирани от Денис Герасимов, репертоарът включва и много песни, преведени на руски от западни крайнодесни музикални групи, както и сплитове с тях. В началото на 2000-те години официалният уебсайт на групата в интернет е kolovrat.org, на който е представено описание за музикантите, с репортажи за концерти и статии.
Тематиката на песните са свързани с: руския национализъм, ежедневието на скинхедс („Московские Бритоголовые“, „Качай Железо“, „Синяя болезнь“), възпяване на белия расизъм, социална справедливост („1 мая“, „Забастовки“), европейска солидарност („Россия принадлежит нам“ ), антикомунизъм („Я ненавижу коммунистов“, „Красный террор“), връзки с традициите („Молодая и Русская“, „Белые волки“), възхвала на руските колаборационисти („Походная песня бойцов РОНА“, „Герои РОА“, „Песня Казаков Вермахта“).

## Състав
- Денис Герасимов – вокал, китара, текст
- Антон Бузмаков – китара
- Павел Жуколенко – клавиши
- Роман Лозински – барабани
- Иля Сутула – бас китара

### Бивши членове
- Владимир „Балу“ – вокали
- Алексей Карапузов – бас китара
- Александър Астахов – вокали
- Александър Перес Суарес (Тимоничев) – вокал
- Максим Романенко – китара, беквокали
- Дмитрий Езепов – бас китара
- Вячеслав Чекменев – барабани
- Игор Дронов – бас китара
- Дмитрий „Садко“ Плеханов – вокали, клавиши
- Иля – бас китара

## Дискография
- „Слава России“ (1995)
- „Национальная революция“ (1998)
- „Кровь патриотов“ (1999)
- „Рок кованых сапог“ (1999)
- „Концерт в Москве“ (2000)
- „Концерт в Рязани“ (2000)
- „Концерт в Питере“ (2000)
- „Русско-немецкое НС Единство“ (2001)
- „Девятый вал White Power“ (2002)
- „Эра правой руки“ (2002)
- „Пробивая молотом дорогу к победе“ (2003)
- Live in Selivaniha (2003)
- „Концерт в Екатеринбурге“ (2003)
- „Узник совести“ (2004)
- „Узник совести“ (2005)
- „Коловрат над всем миром – Трибьют – Часть № 1“ (2005)
- „Guarda de Ferro & Kolovrat – European Freedom Express“ (2007)
- „Радикальный голос“ (2008)
- Radical Voice, английска версия (2008)
- „Тотальная война“ (2008)
- Unity in action (2009)
- Radikal Stimme, немска версия (2009)
- „Элитное Братство“ (2010)

## Забрана на определени песни в Русия
Във федералния списък с екстремистки материали в Русия биват включени следните песни: Радикальный голос, Львы и шакалы, Политические солдаты, Славянский дух, Демократия свинца, Стражи Отчизны, Клич нордической крови, Полицейское государство, Знак судьбы, Каскадёры, Слава Руси, Честь и кровь, Россия, Нигер убирайся вон, Арийский реванш, Московские бритоголовые, Кровь Патриотов, Россия принадлежит Нам, Эра Правой Руки, Я ненавижу коммунистов, Красный террор, Либерал, Два брата, Синяя болезнь, Слава победе!, Каратель «СС» Варяг, Штурмовик, Хулиганы, Герои РОА, Белая гвардия ветеранов, Белые волки, Гордость за расу и нацию, Забастовки, Качай железо!, Коловрат над всем миром, Шитскин (S.H.A.K.P.), Никаких шансов для марксистов, Народная, Наша страна, Рэперы, Стара России, Слава России!!!, Наш символ - свастика, Не покупайте у чурок, Правый скинхед, Зига-зага пам пам, Коловрат-Россия, Великие Русы, Наши Ultras, Замечательный скинхед, Русские скины, смерть чуркам, Расовая верность, Свободу узникам, Белый легион, Skinhead song (Песня скинхеда), Вера в НС, Прямая линия, Смерть скина, Тотальная война, Друзья по пиву, Русский медведь.